# Le Flibustier
Il Le Flibustier è stato un cacciatorpediniere della Marine nationale, appartenente alla classe Le Hardi.

## Storia
Formalmente entrato in servizio nel 1940, non fu in realtà mai completato poiché i lavori furono sospesi quando la nave, già varata e in via di allestimento, era al 75% dello stadio di progressione dei lavori. Il 1º aprile 1941 il governo di Vichy gli cambià il nome in Bison. 
Il 27 novembre 1942, in seguito all'occupazione tedesca dei territori della Francia di Vichy, si autoaffondò a Tolone insieme al resto della flotta francese per evitare la cattura. 
Fu comunque giudicato riparabile e venne quindi recuperato durante il 1943. Incorporato nella Regia Marina come FR 35, il cacciatorpediniere fu sottoposto a Tolone a sommari lavori che avrebbero dovuto permettergli di essere rimorchiato in Italia e sottoposto ad ulteriori lavori di riparazione ed ammodernamento (durante tali lavori avrebbe dovuto essere peraltro dotato di armamento antisommergibile – 2 lanciabombe e 2 scaricabombe di profondità. 
Tuttavia l'armistizio sorprese l’FR 35 ancora a Tolone: impossibilitata a muovere, la nave cadde in mano alle truppe tedesche (9 settembre 1943).
Nel corso del 1944 il cacciatorpediniere fu danneggiato durante un bombardamento aereo alleato. Il 25 agosto 1944 i tedeschi in ritirata autoaffondarono l’FR 35 nel porto di Tolone: il cacciatorpediniere fu mandato a fondo da un siluro lanciato da un U-Boot.